# Patio de Agua
Patio de Agua es un distrito del cantón de El Guarco, en la provincia de Cartago, de Costa Rica.

## Geografía
Patio de Agua cuenta con un área de 10,94 km² y una altitud media de 1960 m s. n. m.

## Demografía
Para el año 2022, Patio de Agua cuenta con una población estimada de 488 habitantes, y para el último censo efectuado, en 2011, Patio de Agua contaba con una población de 412 habitantes.

## Localidades
- Poblados: Bajo Zopilote, Caragral, Común.